# Tongas damlandslag i volleyboll
Tongas damlandslag i volleyboll  representerar Tonga i volleyboll på damsidan. Laget har deltagit vid stillahavsspelen.

### Fotnoter
1. ↑  ”XIVes Jeux du Paciﬁque Nouvelle-Calédonie” (på franska). Stillahavsspelen 2011. sid. 122. https://www.scribd.com/document/419978609/2011-Pacific-games-official-report-pdf#. Läst 1 april 2023.
2. ↑  Senaste tillfället då någon kontrollerade att de inmatade tabelluppgifterna stämmer. Uppgifter kan ha matats in senare utan att kontrolleras av någon annan